# Rettenbach (Gunzburgo)
Rettenbach é um município da Alemanha, localizado no distrito de Gunzburgo, no estado de Baviera.